# Konstancja Kastylijska
Konstancja Kastylijska, fr. Constance de Castille (ur. ok. 1136, zm. 4 października 1160 w Paryżu) – córka króla Kastylii – Alfonsa VII Imperatora i Berengarii z Barcelony. Królowa Francji jako druga żona króla Ludwika VII.
Ich ślub i koronacja Konstancji na królową, miały miejsce w 1154, w Orleanie. Ludwik był rozwiedziony (jego pierwszą żoną była Eleonora Akwitańska), ale nie miał męskich potomków. Konstancja urodziła mu dwie córki:
- Małgorzata, poślubiła najpierw Henryka Młodego króla - syna Eleonory i jej drugiego męża - króla Anglii, Henryka II. Po jego śmierci poślubiła króla Węgier, Belę III.
- Alicja (Alys, Adela, Adélaïde) (1160 - ok. 1220), hrabina Vexin.

Konstancja zmarła w połogu, w Paryżu, po pielgrzymce do Santiago de Compostela. Jej mąż ożenił się po raz trzeci już pięć tygodni później.